# Sancha av Portugal
Sancha av Portugal, född 1180 i Coimbra, död 13 mars 1229 i Coimbra, var en portugisisk infantinna (prinsessa) av Portugal. Hon var dotter till Sancho I av Portugal och Dulce av Aragonien. Hon vördas som salig i Romersk-katolska kyrkan.
Sancha ägnade sitt liv åt välgörenhet och gav stöd åt franciskanerna och dominikanerna i Portugal. Hon grundade ett cistercienserkloster i Coimbra, där hon tillbringade återstoden av sitt liv. 
Sancha saligförklarades år 1705 tillsammans med sin syster Teresa.